# Ý Thục Công chúa
Ý Thục Công chúa (懿淑公主; 1442 - 1477) là công chúa, vương tộc nhà Triều Tiên, vương nữ của Triều Tiên Thế Tổ và Trinh Hi vương hậu Doãn thị, chị gái của Triều Tiên Duệ Tông, cô mẫu của Triều Tiên Thành Tông.

## Cuộc sống
Năm 1442, Thế Tông thứ 20, chính thất của Hán Thành phủ Thủ Dương Đại quân (sau là Triều Tiên Thế Tổ), Lạc Lãng Phủ Đại phu nhân hạ sinh Quận chúa Lý thị. Năm 1455, Thủ Dương Đại quân lên ngôi, phong quận chúa làm công chúa. Cùng năm hạ giá lấy Dực Đái Tá Lý Công thần (翊戴佐理功臣) Hà Thành quân (河城君) Trịnh Hiển Tổ (鄭顯祖), con trai của Lãnh nghị chính Văn Thành công (文成公) Trịnh Lân Chỉ. Bà không có con, mất năm 1477, sau cái chết của bà Thành Tông cho dừng mọi việc chính sự và để tang bà. Mộ phần của Ý Thục Công chúa nằm tại Chopyeong-dong, Gyeongi-do.

## Gia quyến
Hoàng tộc Toàn Châu Lý thị (全州 李氏)
- Nội tổ phụ: Triều Tiên Thế Tông
- Nội tổ mẫu: Chiêu Hiến Vương hậu Thanh Châu Thẩm thị (靑松 沈氏, 1395 - 1446)
  - Cô mẫu: Trinh Chiêu Công chúa (貞昭公主, 1412 - 1424)
  - Bá phụ: Triều Tiên Văn Tông
    - Biểu tỷ: Kính Huệ Công chúa (敬惠公主, 1436 - 1474)
    - Biểu huynh: Triều Tiên Đoan Tông

  - Cô mẫu: Trinh Ý Công chúa (貞懿公主, 1415 - 1477)
  - Phụ vương: Triều Tiên Thế Tổ
- Ngoại tổ phụ: Phán Trung khu (判中樞) Tặng (贈) Lãnh nghị chính (領議政) Pha Bình Phủ viện quân (坡平府院君) Ý Tĩnh công (貞靖公) Doãn Phan (尹璠, 1384 - 1448)
- Ngoại tổ mẫu: Hưng Bình Phủ Đại phu nhân (興寧府大夫人) Nhân Châu Lý thị (仁川 李氏, 1383 - 1456)
  - Mẫu hậu: Trinh Hi vương hậu Pha Bình Doãn thị (坡平 尹氏, 1418 - 1483)
    - Vương huynh: Ý Kính Thế tử Lý Chương (李暲, 1438 - 1457)
    - Vương đệ: Triều Tiên Duệ Tông

Hà Đông Trịnh thị (河東 鄭氏)
- Chương tổ phụ: Thạch Thành Huyện giám (石城縣監) Tặng (贈) Hà Thành Phủ viện quân (河城府院君) Trịnh Hưng Nhân (鄭興仁, 1363[?] - 1435)
- Chương tổ mẫu: Trinh Kính phu nhân (貞敬夫人) Hưng Đức Trần thị (興德 陳氏)[1]
  - Chương phụ: Hà Đông Phủ viện quân (河東府院君) Lãnh nghị chính (領議政) Văn Thành công (文成公) Trịnh Lân Chỉ (鄭麟趾, 1396 - 1478)
  - Chương mẫu: Trinh Kính phu nhân (貞敬夫人) Khánh Châu Lý thị (慶州 李氏)[2]
    - Phò mã: Hà Thành Phủ viện quân (河城府院君) Biên Đinh công (褊玎公) Trịnh Hiển Tổ (鄭顯祖, 1440 - 1504)

## Trong văn hóa đại chúng

### Drama
- Được diễn bởi Seo Hye-jin trong Nam nhân của công chúa KBS 2011
- Được diễn bởi Yun Ju trong Nhân Túy Đại phi JTBC, 2011-2012